# 競馬LIVEへGO!
競馬LIVEへGO!（けいばライヴへゴー）は、2007年4月1日からラジオNIKKEI第1放送および第2放送で放送されている競馬のラジオ番組。

## 概要
前身は2005年8月から2007年3月まで、日曜の9:00 - 9:30に放送されていた競馬右クリック。前番組からのスタイルを踏襲し、番組前半は放送当日に施行される重賞競走のレース展望、番組後半は中央競馬の競馬場、WINS等で催されるイベント情報を伝えている。
オープニングや番組中に用いる楽曲は週替わりの選曲で、2022年時点でオープニング・エンディングを含めて番組内は、音楽を一切使用せず、競馬以外の話題に関するフリートークも多く、ラジオNIKKEIの競馬番組では比較的バラエティ要素が強い。おもにラジオNIKKEIのアナウンサーらが毎週金曜に放送している競馬の展望番組『うまきんシリーズ』（2015年度以降は『うまきんIII』）も同様な傾向がある。
前身番組時代の2006年4月2日より第1放送でもサイマル放送が開始されたが、中央競馬のはくぼ競馬期間中は、第2放送での中央競馬実況中継の開始時刻の繰り下げに合わせて同放送でも放送時間が変更される。2008年4月5日からは週刊競馬大道場!!の終了に伴い土曜の17:00-17:30が新たに本放送枠となった。
2019年5月4日から、高知県競馬組合の提供で高知競馬の情報を伝えるコーナー「夜さ恋ナイター 高知けいばへGO!」を開始。これを契機に、黒船賞、福永洋一記念開催日は、当番組の番外編として当番組出演者による特別生中継を放送する。

## 番組構成
2024年7月時点での主な番組内容は以下の通り。
- フリートーク - 米田と藤巻によるトークおよびリスナーからのメール紹介。競馬とは全く関係のない話が進むことも多く、またトークの内容にはかなりの頻度で下ネタが入る（藤巻が下ネタを発し、それに米田が苦言を呈するのが通常のパターン）。
- 夜さ恋ナイター 高知けいばへGO! - 高知競馬に関する情報コーナー。日曜日にレースが開催される時は、日曜日のメインレースの狙い馬を米田・藤巻・大恵がそれぞれ披露する。大恵はこのコーナーのみ、かつ電話での出演する。まれに東京のスタジオで米田・藤巻と同席して番組に参加し、その場合は番組全てに参加する。
- 大先生の大予想 - 藤巻と米田が日曜日のメインレース（重賞競走を1レース、GIが開催される場合はGIを優先）の狙い馬とその根拠を披露する。藤巻の予想の顛末とレースの振り返りは、藤巻がレギュラー出演している月曜日の『競馬が好きだ!』で行われる。

## 放送時間
- 土曜 17:00 - 17:30（2008年4月5日 - 2017年4月29日）→17:10 - 17:40（同年5月6日-） - 本放送（第1放送）

同年5月から定時ニュース番組「日経電子版ニュース」の放送が土曜・日曜にも拡大されたことにより、10分繰り下げとなった。2024年7月27日・8月3日は暑熱対策の一環で夏の新潟開催での薄暮開催が行われる事になったため、19:00 - 19:30に放送される。
- 日曜 9:00 - 9:30（2007年4月1日 -） - 再放送（第2放送）

2008年3月までは本放送枠。はくぼ競馬の期間のみ第2放送では9:30-10:00に放送。なお月曜日が祝日、ないしは正月開催などで予め開催される場合には、その開催日の9:00-9:30にも新しく収録した内容（月曜の重賞展望を録音したもの）を放送する。

## 出演者
- 米田元気 （ラジオNIKKEIアナウンサー）（2013年3月23日 - 2016年3月26日、＜大阪支社転勤を挟み＞2020年1月4日 - ）
- 藤巻崇（2007年4月1日 - ）
- 大恵陽子（フリーアナウンサー・競馬ライター）（2022年4月2日 - 、「夜さ恋ナイター 高知けいばへGO!」コーナー）
  - その他ラジオNIKKEI所属アナが時折出演する(特にNHKマイルカップ週は舩山陽司アナがNHKOBとして出演)

### 過去の出演者
- 小塚歩 （ラジオNIKKEIアナウンサー）（2007年4月1日 - 2010年2月6日）
- 大関隼 （ラジオNIKKEIアナウンサー）（2010年2月6日 - 2013年3月23日）
- 山本直 （ラジオNIKKEIアナウンサー）（2016年4月2日 - 2019年12月28日）
  - いずれも大阪支社勤務となったため
- 井上オークス（競馬ライター）（2019年5月4日 - 2022年3月26日、「夜さ恋ナイター 高知けいばへGO!」コーナー）